# Mercedes Vegas
Mercedes Vegas Minguell (Badalona, 2 de març de 1928) és una arqueòloga catalana, autora de la primera tipologia de ceràmica comuna romana de la Mediterrània i referent en aquests estudis.

## Trajectòria
Es va llicenciar en Història a la Universitat de Barcelona, el 1945. Entre 1953 i 1955 va ser Assistent de Conservador al Museu Arqueològic de Barcelona que dirigia Martín Almagro Basch. El 1955, va obtenir una beca del Consell Superior d'Investigacions Científiques (CSIC) per a l'Escola Espanyola d'Història i Arqueologia a Roma, on va coincidir amb l'arqueòloga Glòria Trías. Allí va començar a investigar a les excavacions del santuari de Gabii.
Posteriorment, va passar dos anys a Milà sense dedicar-se a la investigació després dels quals, el 1958, es va instal·lar a Alemanya per reprendre els seus estudis i participar en les excavacions que el Rheinisches Landesmuseum de Bonn tenia a Neuss i Xanten. El 1959, va començar a treballar a la Societat Alemanya de Recerca, amb seu al mateix museu que estava dirigit pel Dr. von Petrikovitsch, on va passar deu anys i va publicar sobre les lluernes dels campaments romans de Novaesium i la seva ceràmica comuna i dos articles sobre ceràmica de Gabii i de Pol·lència, en les excavacions dels quals havia estat a la dècada de 1960.
Durant la seva estada a Alemanya, va començar la investigació sobre ceramologia per a la seva tesi doctoral sobre la ceràmica comuna romana de la Mediterrània occidental, dirigida per l'historiador Juan Maluquer, catedràtic d'Arqueologia de la Universitat de Barcelona, que va obtenir la qualificació d'Excel·lent cum laude quan la va presentar el 1972 i que es va convertir en obra referent per estudiar aquest tipus de ceràmica.
El 1969, Vegas es va instal·lar a Buenos Aires i va començar a desenvolupar la seva tasca professional com a treballadora autònoma a l'Institut Arqueològic Alemany de Madrid i de Roma i també a Munigua i Tarragona amb l'arqueòleg alemany Theodor Hauschild, i a Chemtou, Cartago i Siga amb Friedrich Rakob.
Del 1949 al 1997 va ser Honorary Research Fellow de l'Institute of Archaecology, del University College de Londres. És membre corresponent de l'Institut Arqueològic Alemany (Korrespondierende Mitglieder des DAI), des de 1969.